# La Rochette-du-Buis
La Rochette-du-Buis település Franciaországban, Drôme megyében. Lakosainak száma 54 fő (2022. január 1.). La Rochette-du-Buis Aulan, Mévouillon, Le Poët-en-Percip, Rioms, La Roche-sur-le-Buis, Saint-Auban-sur-l’Ouvèze, Sainte-Euphémie-sur-Ouvèze és Vercoiran községekkel határos.

## Népesség
A település népességének változása:
| Lakosok száma | 105  | 61   | 59   | 67   | 71   | 78   | 72   | 60   | 57   | 54   |
|               | 1968 | 1982 | 1990 | 2006 | 2013 | 2015 | 2017 | 2019 | 2020 | 2022 |